# شکار فیل در کنیا

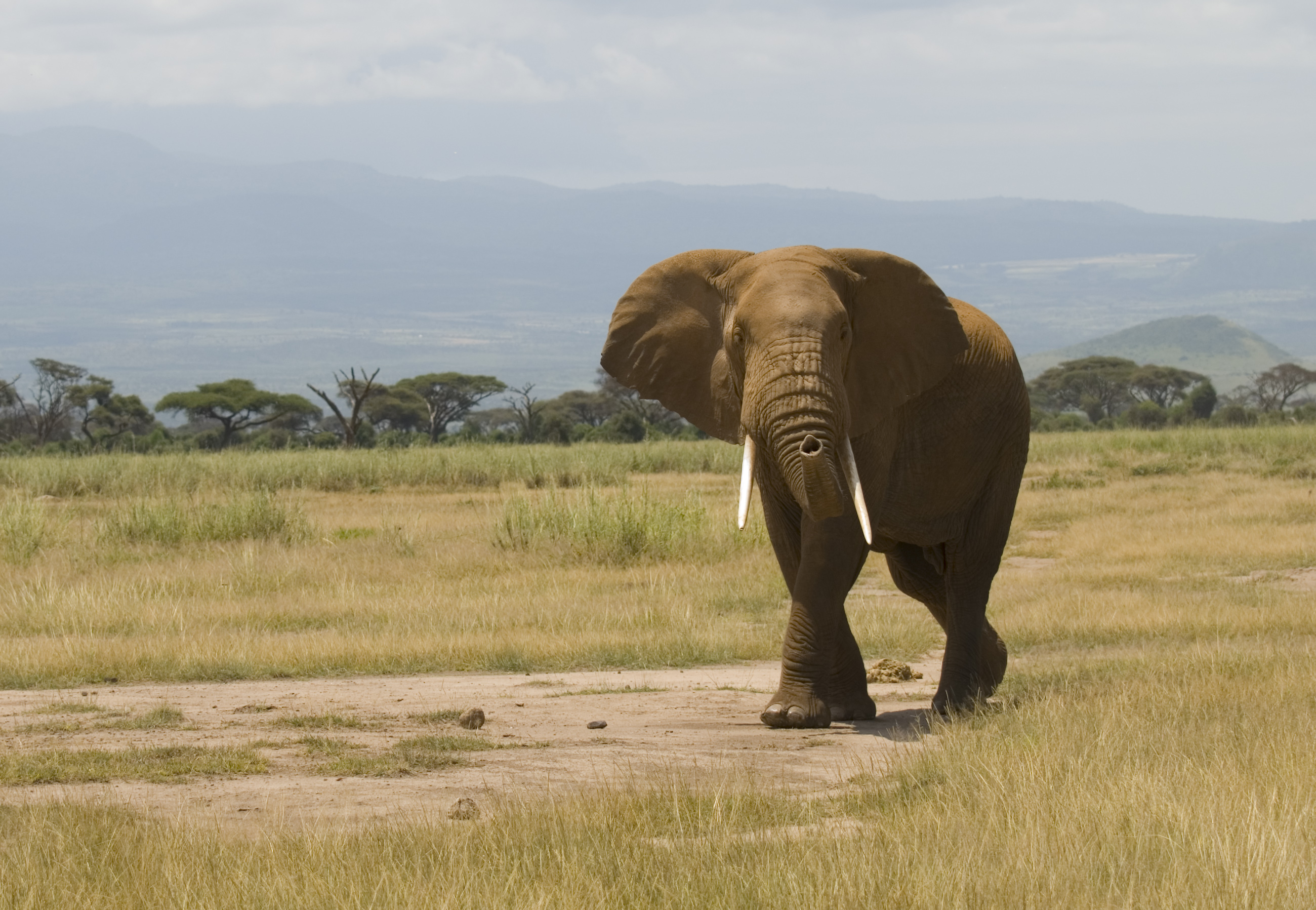
یک فیل آفریقایی در پارک ملی امبوسلی، کنیا

شکار فیل که پیشتر فعالیتی پذیرفته در کنیا بود، در سال ۱۹۷۳ همانند تجارت عاج ممنوع شد. کنیا در نابود کردن عاج به‌عنوان راهی برای مبارزه با این بازار سیاه کشوری پیشگام بود. در دوران استعمار، شکار فیل در کنیا به‌شکل ورزشی برای اشراف‌زاده‌ها دیده می‌شد و فرمانداران استعماری از آن استفاده سوء می‌نمودند.